# Bascom (Floryda)
Bascom – miasto w Stanach Zjednoczonych, w stanie Floryda, w hrabstwie Jackson.

## Znane osoby
W Bascom urodziła się Faye Dunaway, amerykańska aktorka.